# 扎滚鲁克古墓群
扎滚鲁克古墓群是位于中国新疆维吾尔自治区巴音郭楞蒙古自治州且末县以西10公里的一处古墓群。古墓为方形棚架墓，属家庭丛葬墓，共有男、女、小孩14人，以仰身屈葬为主。随葬有石、陶、木、铜、铁、毛、棉服饰等，距今2700年(春秋战国)，为国家级重点文物保护单位。

## 地理信息
扎滚鲁克一号墓地东距且末县托格拉克勒克乡扎滚鲁克村2公里。地处绿洲边缘的戈壁地带，距离车尔臣河10千米左右。海拔高度1270米。
扎滚鲁克二号墓地地处兰干村与扎滚鲁克村交界地带的“黑沙梁”上。

## 古墓信息

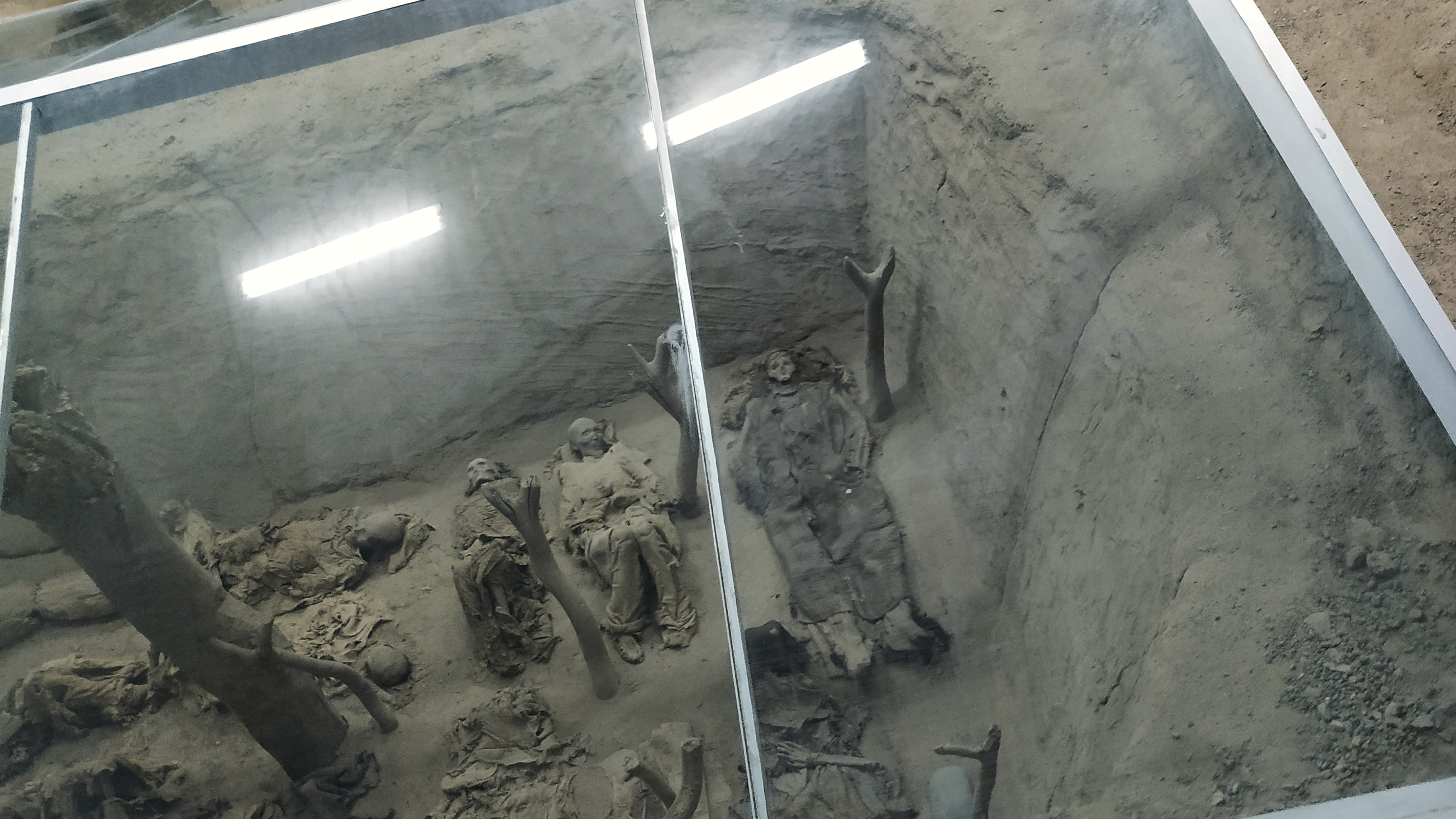
扎滚鲁克古墓群

由一、二、三、四、五号墓地组成。目前一号墓和二号墓得到了较为系统的挖掘。

### 墓地的发现
扎滚鲁克古墓群被瑞典考古学家沃尔克·贝格曼发现于1928 年。他在此地采集了包括四件折肩钵和一件彩陶双耳壶的陶器。

### 古墓时间
一号墓墓葬分为三期，第一期文化墓葬距今约3000年，二期文化墓葬年代为春秋至西汉，第三期文化墓葬年代为东汉至魏晋时期。二号墓为西汉时期。

### 古墓形式
第一期文化有1座墓葬为圆角长方形竖穴土坑墓。
第二期文化墓葬共90座可分三类：长方形竖穴土坑墓、长方形竖穴土坑棚架墓、单墓道长方形竖穴棚架墓，大多数墓葬遭到破坏。
第三期文化墓葬共11座分为长方形竖穴土坑墓、方形竖穴土坑棚架墓、洞室墓，破坏比较严重。
一号墓葬内有死者30个，二号墓葬中葬27个个体。

## 出土文物
一号墓墓葬第一期文化墓葬出土陶器和木器共4件。第二期文化墓葬出土陶器95件，石器16件，骨、角器58件，木器、漆器、草植物器件，215件服饰54件及少量铜器、铁器、金器。第三期文化墓葬出土陶器4件，木漆器16件等文物。其中第三期文化的四十九号墓出了了口径为68.45毫米、底径18.05毫米、壁厚3至3.4毫米、高66.64毫米，重61克的公元5至6世纪具有罗马帝国时期特点的玻璃杯。以及年代在公元前8世纪到公元前5世纪的11件缋罽是目前新疆发现最早的缋罽制品。二号墓地出土主要有单耳罐、带流罐和钵为主的陶器，木制随葬品及少量金属器。除此之外，扎滚鲁克古墓群第一次出土了两件原来只存在于古代佛教壁画或乐舞俑、砖雌石刻的乐器箜篌。